# Михельська Дача І (пам'ятка природи)
Михе́льська Да́ча І — ботанічна пам'ятка природи місцевого значення в Україні. Об'єкт природно-заповідного фонду Хмельницької області. 
Розташована в межах Ізяславської міської громади Шепетівського району Хмельницької області, на північ від села Михля. 
Площа 8,6 га. Статус присвоєно згідно з розпорядженням облвиконкому від 11.06.1970 року № 156-р«б». Перебуває у віданні ДП «Ізяславський лісгосп» (Михельське лісництво, кв. 23, вид. 25). 
Статус присвоєно для збереження частини лісового масиву з цінними насадженнями ялини звичайної віком понад 100 років.